# Porotrichum baculiferum
Porotrichum baculiferum là một loài rêu trong họ Neckeraceae. Loài này được (Dixon) Ochyra mô tả khoa học đầu tiên năm 2011.